# Danny Kaye
Danny Kaye, pseudonimo di David Daniel Kaminsky (New York, 18 gennaio 1913 – Los Angeles, 3 marzo 1987), è stato un attore, cantante e ballerino statunitense che ottenne molta notorietà fra la metà degli anni quaranta e la fine degli anni cinquanta, interpretando musical e film comici di grande successo presso il pubblico e la critica. Si affermò anche come attore nel genere drammatico e in lavori di maggior impegno.

## Biografia
Nato da genitori ebrei ucraini immigrati dall'Impero russo, Jacob Kaminsky e Clara Nemerovsky, si affermò nel cinema per una particolare comicità, irrazionale ed imprevedibile, sorprendentemente mimica, dove lo humour lascia spesso il passo a toni lacrimevoli-sentimentali, secondo la tecnica caricaturale. Anche se privo di una maschera, Danny Kaye riuscì a creare un personaggio eccentrico e singolare, grazie soprattutto al suo acrobatismo vocale, al gusto per il nonsense, presente in molte sue filastrocche, agli esasperati tic, e all'impareggiabile capacità di imitazione (animali, strumenti, suoni).
Proveniente dal varietà, si accostò allo schermo nel 1944 con il film Così vinsi la guerra di Elliott Nugent. Legò poi il suo nome a pellicole divertenti e comiche, spesso di genere fiabesco e romanzesco, o addirittura surreale, dove trovava risalto la sua aria timida e svagata. Tra i suoi film più importanti si ricordano: L'uomo meraviglia (1945) di H. Bruce Humberstone, Sogni proibiti (1947) di Norman Z. McLeod, L'ispettore generale (1949) di Henry Koster, Divertiamoci stanotte (1951) di Walter Lang, Il favoloso Andersen (1952) di Charles Vidor, Bianco Natale (1954) di Michael Curtiz, Il principe del circo (1958) di Michael Kidd, Il giullare del re (1955) di Melvin Frank e Norman Panama, Io e il colonnello (1958) di Peter Glenville, I cinque penny (1959) di Melville Shavelson, Il piede più lungo (1963) di Frank Tashlin. La sua ultima apparizione sul grande schermo fu in La pazza di Chaillot (1969) di Bryan Forbes, con Katharine Hepburn. Nel 1954 Danny, attivo umanista e attivista per i diritti, fu nominato ambasciatore dell'UNICEF, primo nella storia di questa organizzazione, e poi il 23 giugno 1987 il presidente degli Stati Uniti Ronald Reagan lo premiò con la Medaglia presidenziale della libertà.
La moglie Sylvia Fine era una popolare autrice di canzoni e fu anche l'autrice della maggior parte delle hit cantate da Kaye stesso, come anche la popolare "Life Could Not Better Be", scritta per il film Il giullare del re e successivamente diventata sigla del suo show televisivo.

## Filmografia parziale

### Cinema

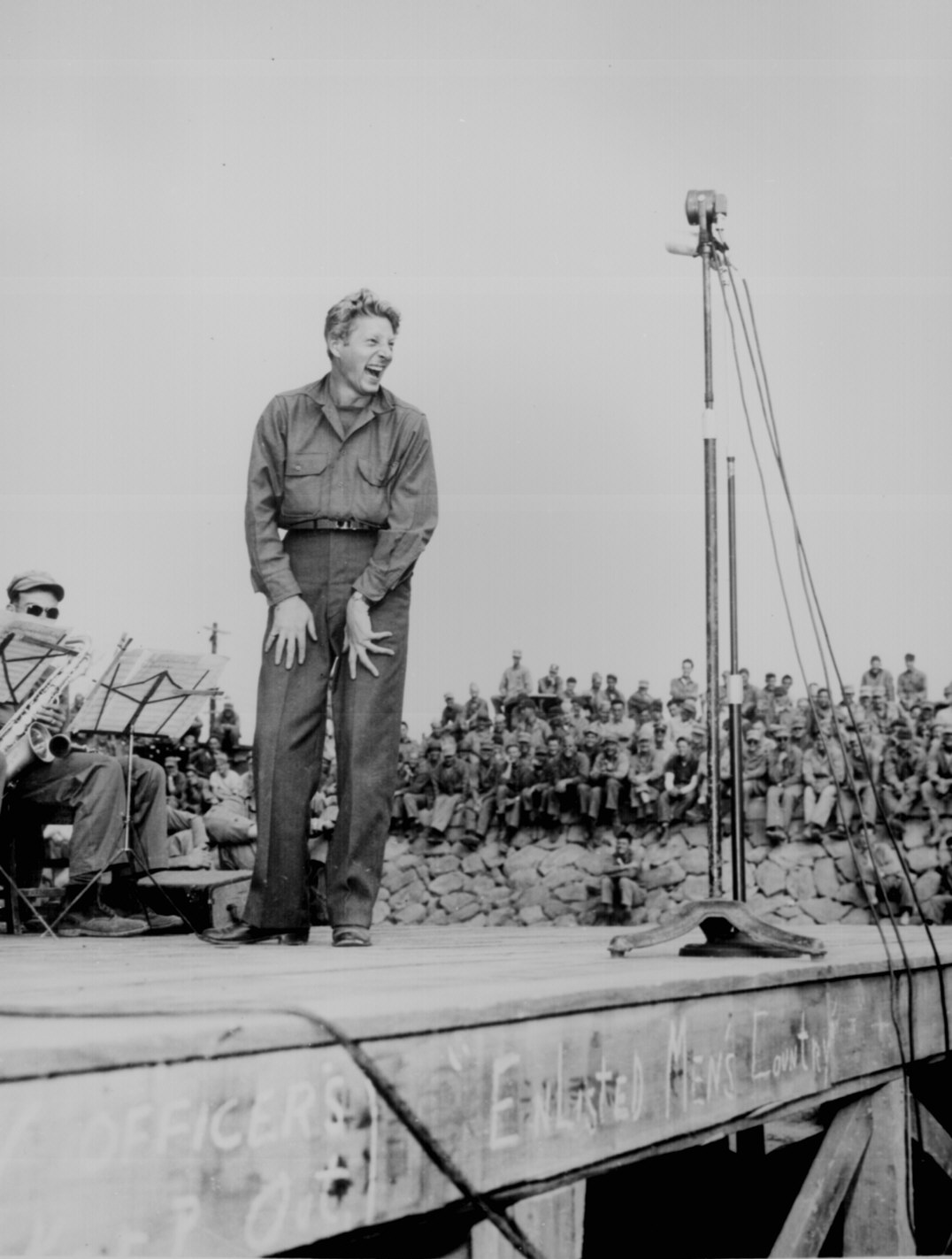
Danny Kaye intrattiene le truppe statunitensi nell'ottobre del 1945

- Moon Over Manhattan, regia di Al Christie (1935)
- Dime a Dance, regia di Al Christie (1937)
- Getting an Eyeful, regia di William Watson (1938)
- Cupid Takes a Holiday, regia di William Watson (1938)
- Money on Your Life, regia di William Watson (1938)
- Così vinsi la guerra (Up in Arms), regia di Elliott Nugent (1944)
- L'uomo meraviglia (Wonder Man), regia di H. Bruce Humberstone (1945)
- Preferisco la vacca (The Kid from Brooklyn), regia di Norman Z. McLeod (1946)
- Sogni proibiti (The Secret Life of Walter Mitty), regia di Norman Z. McLeod (1947)
- Venere e il professore (A Song Is Born), regia di Howard Hawks (1948)
- L'ispettore generale (The Inspector General), regia di Henry Koster (1949)
- L'amore non può attendere (It's a Great Feeling), regia di David Butler (1949)
- Divertiamoci stanotte (On the Riviera), regia di Walter Lang (1951)
- Il favoloso Andersen (Hans Christian Andersen), regia di Charles Vidor (1952)
- Un pizzico di follia (Knock on Wood), regia di Melvin Frank e Norman Panama (1954)
- Bianco Natale (White Christmas), regia di Michael Curtiz (1954)
- Il giullare del re (The Court Jester), regia di Melvin Frank e Norman Panama (1956)
- Il principe del circo (Merry Andrew), regia di Michael Kidd (1958)
- Io e il colonnello (Me and the Colonel), regia di Peter Glenville (1958)
- I cinque penny (The Five Pennies), regia di Melville Shavelson (1959)
- Un generale e mezzo (On the Double), regia di Melville Shavelson (1961)
- Il piede più lungo (The Man From the Diner's Club), regia di Frank Tashlin (1963)
- La pazza di Chaillot (The Madwoman of Chaillot), regia di Bryan Forbes (1969)

### Televisione
- Autumn Laughter, regia di Cecil Madden (1938) - film TV
- Pinocchio, regia di Ron Field e Sid Smith (1976)- film TV
- Peter Pan, regia di Dwight Hemion (1976) - film TV
- Diritto d'offesa (Skokie), regia di Herbert Wise (1981) - film TV
- Ai confini della realtà (The Twilight Zone), regia di Gilbert Cates - sedie TV, episodio 1x17 (1985)
- I Robinson (The Cosby Show) - serie TV, episodio 2x16 (1986)

## Riconoscimenti

### Oscar onorario
- Premi Oscar 1955
- Premi Oscar 1982

### Golden Globe
- 1952 – Miglior attore in un film commedia o musicale per Divertiamoci stanotte
- 1953 – Candidatura al miglior attore in un film commedia o musicale per Il favoloso Andersen
- 1957 – Candidatura al miglior attore in un film commedia o musicale per Il giullare del re
- 1959 – Miglior attore in un film commedia o musicale per Io e il colonnello

## Doppiatori italiani
- Stefano Sibaldi in Così vinsi la guerra, L'ispettore generale, Preferisco la vacca, Sogni proibiti (dialoghi), Venere e il professore, Bianco Natale, Divertiamoci stanotte, Il favoloso Andersen, Il giullare del re, Un pizzico di follia, Il principe del circo, Io e il colonnello, L'uomo meraviglia (nel ruolo di Eddie)
- Carlo Romano in L'amore non può attendere, Un generale e mezzo, L'uomo meraviglia (nel ruolo di Tebaldo)
- Gianfranco Bellini in I cinque penny, Preferisco la vacca (ridoppiaggio)
- Giuseppe Rinaldi in Il piede più lungo
- Elio Pandolfi in Diritto d'offesa
- Augusto Di Bono in Ai confini della realtà
- Riccardo Billi in Sogni proibiti (canto)
- Virgilio Savona in Il favoloso Andersen (canto)